# りょう (東海オンエア)
りょう（1993年〈平成5年〉6月11日 - ）は、日本の愛知県出身のYouTuber、経営者。岡崎市を拠点に活動するYouTuberグループ「東海オンエア」のメンバーで、2013年よりYouTubeを中心に活動している。本名は福尾 亮（ふくお りょう）。メンバーカラーは青。

## 来歴

### 生い立ち
岡崎市内で建設会社を営む父親の下、2人兄妹の長男として誕生。
大学卒業後、実家とは別の豊橋市内の建設会社に就職。2019年3月にYouTuber活動に専念するべく同社を退職するまで、東海オンエアでの活動と並行しながら現場監督として勤務していた。

### YouTuberとして
2013年のチャンネル開設以来、東海オンエアのメンバーとしてYouTubeを中心に活動している。大学卒業後から2019年までは現場監督としての職務との兼ね合いで休日のみの撮影参加であったが、2019年3月の建設会社退職以降はフルタイムで撮影に参加している。
2019年3月26日には個人チャンネル「ブラーボりょうのボンサバドゥ！チャンネル」を開設。同年4月1日、同チャンネルの最初の動画を投稿した。

### 経営者として
2020年7月23日、東岡崎駅近くに自身がプロデュースを行ったカフェ「R COFFEE STAND」がオープン。
2021年6月2日、事業をYouTube活動から切り離し、法人化。「株式会社R-LAB.」を設立。
2022年7月26日から、東海地方（愛知、三重、岐阜の一部）のセブン-イレブン約1400店および公式ストアにて、自身が監修したボトルコーヒー「R COFFEE BOTTLE」が販売され、1週間で20万本以上を売り上げた。
2022年12月13日からは、第2弾として、全国のセブン-イレブンで「R COFFEE BOTTLE 日々の彩りブレンド」が販売された。
2023年9月11日、スイーツブランド「La Maison du R」を立ち上げた事を発表。
2024年4月6日、岡崎市内に自身がプロデュースを行ったパティスリー「La Maison du R」（ラ メゾン デュ アール）がオープンした。
2025年5月12日、特定小型原動機付自転車や電動アシスト自転車のシェアリングサービスを運営するLuupとコラボし、東京都港区の新虎通りにカフェ「R COFFEE STAND Powered by LUUP」を同月30日より期間限定で出店することを発表した。

## 人物
- てつや曰く、「常軌を逸した自制心の持ち主」[19]。東海オンエアのシリーズ企画である『寝たら即帰宅の旅』では、4回中3度の完走を果たしている[20]。それ以外にも、多くの超人的行為を容易く行っているため、「死ぬこと以外無傷男」との異名も持つ[21]。
- 虫眼鏡曰く、「何故か岡崎市に生まれてきてしまった完璧超人」[22]。また、そのルックスの良さからメディアでは「東海オンエアのイケメン担当」として紹介されることもある[23][24]。
- しばゆー曰く、「恐怖心と痛みを失った男」[25]。ホラーゲームやお化け屋敷をまったく怖れない強心臓の持ち主である[26]。
- 東海オンエアの撮影スケジュールを一人で組むほど真面目。遅刻もほとんどせず[27]、20分遅刻しただけでネタになる[28]。メンバーのモーニングコールをすることもある[29]。
- タレントのマツコ・デラックスは「東海オンエアの中ではりょう推し」であることを公言している[30]。
- サッカー好きであり、イングランド・プレミアリーグのチェルシーFCの大ファンである[31]。かつてチェルシーFCに在籍していたディディエ・ドログバのファンでもあり、動画の企画でドログバとの共演を果たした[32]。
- 岡崎城西高校陸上部出身であり、3000m障害西三河選手権での優勝経験もある[33]。
- 料理も得意[4][34]。その一方で、ダンスが苦手である[35]。
- 非常に個性的な絵を描き[4][36]、「りょう画伯」との異名をとる[37]。2018年にはりょうの絵のLINEスタンプも発売された[38]。
- 愛車はアストンマーティン・DB11volante[39]、テスラ・モデルX[40]。過去にはアテンザワゴン[41]フォルクスワーゲン・トゥアレグ[42][43]を所有していた。
- 1級土木施工管理技士の資格をはじめ、計15種の資格を取得している[注 2][1]。
- 東海オンエアの中で唯一結婚歴がない。現在はしばゆーとともに独身の状態である。

## 出演

### Webドラマ
- グレーゾーンシリーズ（2020年3月23日 - 5月25日、2022年8月1日 - 9月5日、YouTube）- 松田亮 / 東海オンエアりょう 役

### CM
- マンダム「GATSBY」（2023年9月26日 - ）[46][47]